# De Wilde d'Estmael
De Wilde d'Estmael is een geslacht waarvan leden sinds 1922 tot de Belgische adel behoren.

## Geschiedenis
De bewezen stamreeks begint met Jacques Sauvage gezegd de Wilde die kleermaker was te Hoegaarden, later te Meldert, en vermeld wordt in een akte van 1614, eerste vermelding van een telg van dit geslacht. Zijn zoon Gérard Sauvage gezegd de Wilde (†1670) was burger van Tienen. Pierre-Nicolas de Wilde (1737-1820) kocht in 1794 een stuk grond in Ezemaal. In 1922 werd Robert de Wilde (1852-1935), inspecteur van Waters en Bossen, verheven in de erfelijke Belgische adel met de titels van jonkheer en jonkvrouw. Drie zonen van hem vormen de stamvaders van de drie nog bloeiende adellijke takken; zij kregen allen in 1949 (de eerste postuum voor zijn echtgenote en hun nageslacht), de toevoeging d'Estmael, als verwijzing naar de genoemde (latere) gemeente waarna alle sindsdien levende telgen de dubbele naam De Wilde d'Estmael dragen.
Leden van het geslacht speelden zowel in de Eerste als Tweede Wereldoorlog een militaire of verzetsrol. Andere telgen dienden de rooms-katholieke kerk als religieus.
Verschillende leden vervulden ook conservatorfuncties in de (voormalige) Belgische kolonies.
In 2014 leefden er nog 57 mannelijke telgen, de laatste geboren in 2012.

### Wapenbeschrijving
1922: Van zilver, met een koenen haan van keel, vergezeld in het schildhoofd van drie gerangschikte meerltjes van sabel. Het schild overtopt met eenen helm van zilver, getralied, gehalsband en omboord van goud, gevoerd en vastgehecht van lazuur, met wrong en dekkleeden van zilver en keel. Helmteeken: de haan van het schild. Wapenspreuk: 'Tenir' van keel, op een lossen fladderenden band van zilver.

## Enkele telgen
Jhr. ir. Robert de Wilde (1852-1935), inspecteur van Waters en Bossen
- Jhr. Robert de Wilde (d'Estmael) (1883-1947), luitenant-generaal
  - Jhr. Robert de Wilde d'Estmael (1909-1959), adjunct-conservator van het nationaal Upembapark
  - Jhr. Jacques de Wilde d'Estmael (1911-1991), conservator van de nationale parken in Congo
    - Jhr. ir. Thierry de Wilde d'Estmael (1940), industrieel ingenieur en chef de famille
      - Jhr. ir. Gaëtan de Wilde d'Estmael (1968), industrieel en biochemisch ingenieur en vermoedelijke opvolger als chef de famille

  - Jhr. André de Wilde d'Estmael (1920-1989), oorlogsvrijwilliger in de Tweede Wereldoorlog
- Jhr. Jean de Wilde d'Estmael (1890-1970), militair in de Eerste en Tweede Wereldoorlog
  - Jhr. dr. Ignace de Wilde d'Estmael (1936), gynaecoloog en chef van de afdeling gynaecologie van het Brussels militair ziekenhuis
    - Prof. jhr. dr. Tanguy de Wilde d'Estmael (1964), hoogleraar aan de Université Catholique de Louvain

### Adellijke allianties
- De Longrée (1907), Henry de Frahan (1946 en 1982), Cogels (1952), De Grady de Horion (1952), Muûls (1958), D'Hoop (1959), De Walque (1961), Van Outryve d'Ydewalle (1974), De Séjournet de Rameignies (1974 en 1982), Coget (1979 en 1992), De Ghellinck d'Elseghem Vaernewyck (1979), De Cartier d'Yves (1982), De Cooman d'Herlinckhove (1987), Pastur (1988), De Bruyn (1994), Della Faille de Leverghem (1995), Del Marmol (2003), De Villenfagne de Vogelsanck (2005), De Radzitzky d'Ostrowick (2007), Van Innis (2008), De Hemptinne (2011), De Sauvage Vercour (2011)